# Dichrogaster tersa
Dichrogaster tersa là một loài tò vò trong họ Ichneumonidae.